# Scylaticus palestinensis
Scylaticus palestinensis är en tvåvingeart som beskrevs av Oskar Theodor 1980. Scylaticus palestinensis ingår i släktet Scylaticus, och familjen rovflugor.
Artens utbredningsområde är Israel. Inga underarter finns listade.